# André Charlet
André Charlet (24. dubna 1898 – 24. listopadu 1954) byl francouzský reprezentační hokejový brankář.
V letech 1924 a 1928 byl členem Francouzského hokejové týmu, který skončil 2x šestý na zimních olympijských hrách.